# Ce știa satul...
Ce știa satul... este o piesă de teatru într-un act din 1912 scrisă de Ion Valjan.
Este prima piesă de teatru din România care a fost transmisă (la 18 februarie 1929) la radio, cu Maria Filotti, Victoria Mierlescu și Romald Bulfinsky de la Teatrul Național din București în rolurile principale.

## Prezentare
Titlul piesei se referă la prezumția că satul știe înainte ca soțul încornorat să afle despre faptele infidele ale soției.

## Teatru radiofonic
- 1929 cu Maria Filotti, Romald Bulfinski și Victoria Mierlescu
- 1979 - adaptarea radiofonică Leonard Efremov; cu Radu Beligan, Ileana Stana Ionescu, Ioana Casetti și Constantin Botez.

## Recenzii critice
Eugen Lovinescu apreciază piesa de teatru ca fiind „poate cea mai buna comedie într-un act din literatura noastră”.